# Provincia de Jambyl
Jambyl (en kazajo: Жамбыл облысы) es una de las diecisiete provincias que, junto con las tres ciudades independientes, conforman la República de Kazajistán. Su capital es la antigua ciudad de Taraz. Está ubica al centro-sur del país, limitando al norte con Karagandá, al este con Almatý, al sur con Kirguistán y al este con Turkestán. Con 7,1 hab/km² es la tercera provincia más densamente poblada, por detrás de Turkestán y Almatý. 
Al noroeste limita con el lago Baljash. El nombre de la provincia (y el de su capital, durante la era soviética) proviene del akýn (cantante tradicional kazajo) Jambyl Jabayev.

## División administrativa

Distritos de la provincia de Jambyl.

Se divide en 10 distritos y 1 ciudad (Taraz).
Distritos
- Bayzak
- Zhambyl
- Korday
- Merki
- Moiynkum
- Sarysu
- Shu
- Talas
- Turar Ryskulov
- Zhualy